# Филипп, герцог Эдинбургский
Принц Филипп, герцог Эдинбургский (англ. Prince Philip, Duke of Edinburgh, урождённый Принц Филипп Греческий и Датский (англ. Prince Philip of Greece and Denmark), позднее Филипп Маунтбеттен (англ. Philip Mountbatten); 10 июня 1921, Корфу, Королевство Греция — 9 апреля 2021, Виндзорский замок, Великобритания) — член Британской королевской семьи, муж королевы Елизаветы II. С 6 февраля 1952 года до своей смерти был принцем-консортом Великобритании, что сделало его самым долго действующим и долгоживущим консортом в мире.
Филипп родился в Королевстве Греция в греческой и датской королевских семьях; семью изгнали из страны, когда принцу было полтора года. В 1939 году, после обучения в Германии, Франции и Великобритании, вступает в ряды Королевского военно-морского флота Великобритании. В июле того же года начинает близко общаться с 13-летней принцессой Елизаветой, с которой познакомился в 1934 году. Во времена Второй мировой войны служил в Средиземноморском флоте и Британском тихоокеанском флоте.
Летом 1946 года король Георг VI разрешил Филиппу жениться на Елизавете, и до объявления помолвки в 1947 году Филипп перестал использовать свои прежние титулы, взяв фамилию бабушки и дедушки по материнской линии Маунтбеттен. За день до бракосочетания получил обращение Его Королевского высочества. В день свадьбы Филиппу были присвоены титулы герцога Эдинбургского, графа Мерионет и барона Гринвича. Покинул военную службу в 1952 году, когда Елизавета стала королевой Великобритании. В 1957 году ему был присвоен титул британского принца. В браке с Елизаветой II родились четверо детей: Карл III, Анна, принцесса Великобритании, Эндрю, герцог Йоркский и Эдвард, герцог Эдинбургский.
Будучи поклонником спорта, принц Филипп смог организовать соревнования по вождению карет, способствовав, тем самым, развитию данной спортивной дисциплины в рамках верховой езды. Он был патроном, президентом или членом более 780 организаций, включая Всемирный фонд дикой природы, а также являлся председателем Премии герцога Эдинбургского, введённой им самим в 1956 году. Принц Филипп — самый долгоживущий член Британской королевской семьи среди мужчин, в общем рейтинге долгожительства он третий, после Алисы, герцогини Глостерской (прожила 102 года) и Елизаветы, королевы-матери (прожила 101 год). 2 августа 2017 года, в возрасте 96 лет, Филипп сложил с себя все королевские полномочия. Скончался 9 апреля 2021 года в Виндзорском замке в возрасте 99 лет.

## Биография

### Ранние годы

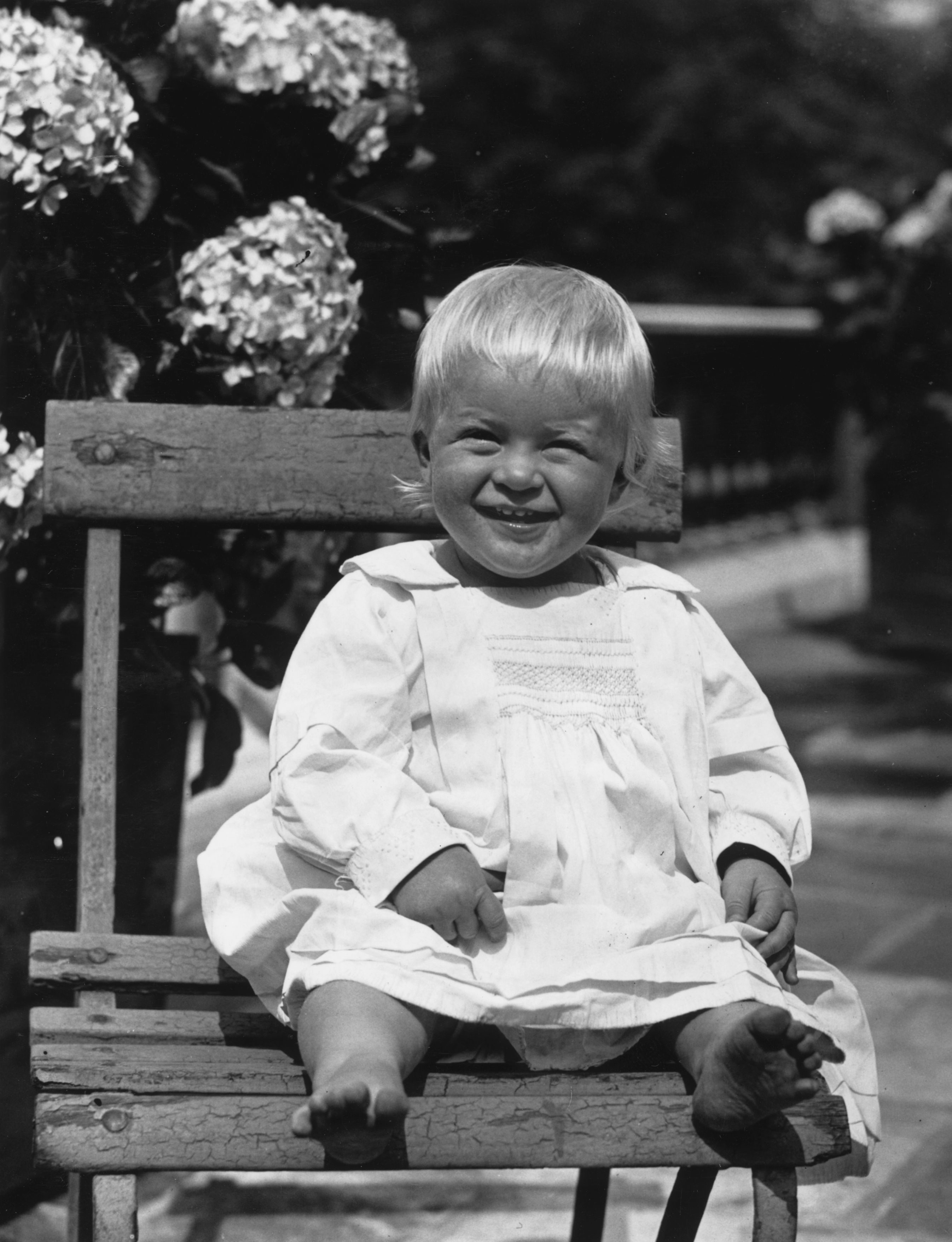
Принц Филипп в возрасте 1 года, июль 1922 года

Принц Филипп Греческий и Датский родился 10 июня 1921 года на обеденном столе виллы Мон-Репо на острове Корфу в Королевстве Греция. Он был последним ребёнком (и единственным сыном) в семье Андрея Греческого и Датского и Алисы Баттенберг. Член дома Глюксбургов, с рождения он был принцем Греции и Дании в силу своего происхождения по мужской линии от Георга I, короля Греции и Кристиана IX, короля Дании, поэтому был в линии престолонаследия на оба трона. У Филиппа было четыре старших сестры: Маргарита Греческая и Датская, Теодора Греческая и Датская, Сесилия Греческая и Датская и София Греческая и Датская. Принц был крещён в греческом православии в церкви Святого Георгия в Старой крепости. Его крёстными родителями были Ольга, королева Греции (бабушка), Георг II, король Греции (двоюродный брат), Луис Маунтбеттен, 1-й граф Маунтбеттен Бирманский (дядя) и Александрос Кокотос (мэр Корфу).
Вскоре после рождения Филиппа в Лондоне умер его дедушка, Людвиг Александр Баттенберг. Он был британским подданным, и после военной карьеры в Королевском военно-морском флоте отказался от всех немецких титулов и принял фамилию Маунтбеттен (англицизированный вариант Баттенберга) из-за антигерманских настроений во время Первой мировой войны в Соединённом Королевстве Великобритании и Ирландии. После похорон Филипп с матерью вернулись в Грецию, где отец остался командовать сухопутными войсками, втянутыми во Вторую греко-турецкую войну.
Греция понесла в войне значительные потери, в то время как Турция добилась успехов. Констатин I, король Греции и верховный главнокомандующий экспедиционных сил, был обвинён в поражении, что привело к антиправительственному восстанию, и 27 сентября 1922 года отрёкся от престола. Новое военное правительство арестовало принца Андрея и других обвиняемых, состоялся Процесс шести. Из-за отсутствия военного опыта Андрея при участии в боевых действиях не казнили, но пожизненно изгнали из Греции вместе с семьёй, и маленького Филиппа, из соображений безопасности, перевозили в коробке для фруктов.
Семья Филиппа прибыла во французский город Сен-Клу, где они жили в доме, который им подарила Мари Бонапарт (тётя Филиппа). Во Франции принц учился в американской школе Элмс в Париже. В 1930 году Филиппа отправили в Великобританию к его бабушке по материнской линии, Виктории Гессен-Дармштадтской в Кенсингтонский дворец, а также к дяде Джорджу Маунтбеттену, 2-му маркизу Милфорд-Хейвену в Брей в Беркшире. Потом принц поступил в школу-академию Чим в Гэмпшире. В последующие три года все сёстры вышли замуж за немецких принцев, матери диагностировали шизофрению и поместили в психиатрическую клинику, а отец поселился в резиденции в Монте-Карло. Остаток детства Филипп почти не общался с матерью.
В 1933 году Филиппа отправили на обучение в Германию в школу в замке Залем, основателем которой был его шурин (муж сестры Теодоры), Бертольд Баденский. С восхождением в стране национал-социалистической немецкой рабочей партии, немецкий политик и педагог еврейского происхождения Курт Хан, сбежав от преследования, основал в Шотландии школу Гордонстаун, куда перевели Филиппа. В 1937 году его сестра Сесилия с мужем, Георгом Донатусом, наследным принцем Гессенским, детьми и свекровью Элеонорой, великой герцогиней Гессенской, погибла в авиакатастрофе. Похороны состоялись в Дармштадте. Сесилия и её муж состояли в национал-социалистической немецкой рабочей партии. 8 апреля 1938 года от рака костного мозга умер Джордж Маунтбеттен. Остаток юношества опекуном Филиппа был младший брат Джорджа, лорд Луис.
Из-за того, что принц Филипп уехал из Греции в юном возрасте, он не знает греческого языка, но понимает общую суть сказанного. В юности принц был известен своей красотой, и первой его возлюбленной стала Осла Беннинг, с которой они познакомились в 1939 году.

### Вторая мировая война

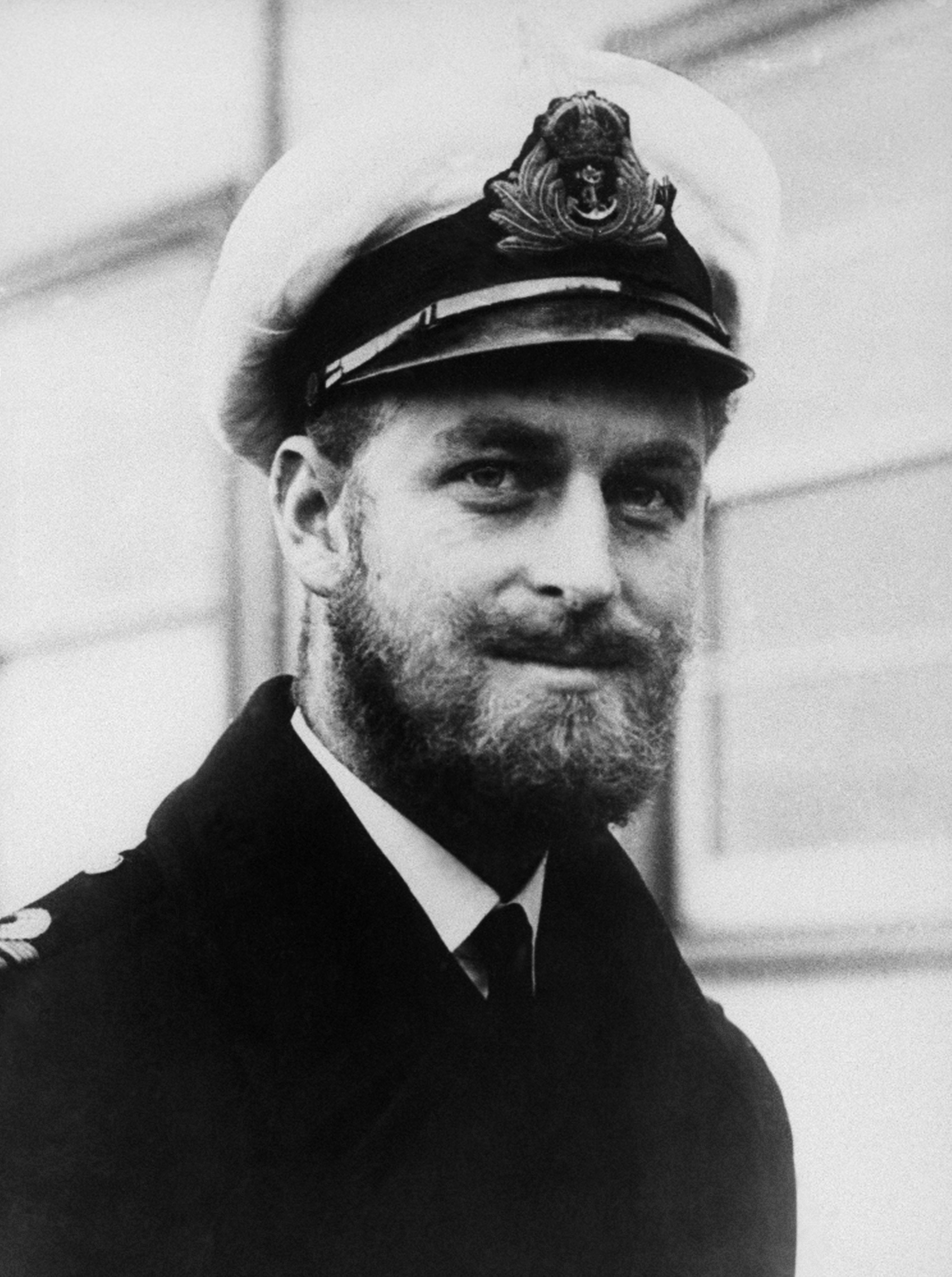
Принц Филипп в Мельбурне, 1945 год

В начале 1939 года Филипп покидает Гордонстаун и становится кадетом в Британском Королевском военно-морском колледже в Дартмуте, а затем возвращается в Грецию, и оставляет мать в Афинах на месяц. По указанию Георга I в сентябре он продолжил обучение в колледже, и через год окончил его, став лучшим кадетом своего выпуска. Во время Второй мировой войны служил в вооружённых силах Великобритании, а два его шурина, Кристоф Гессенский и Бертольд, маркграф Баденский, воевали на стороне противника. В январе 1940 года Филипп стал мичманом. Четыре месяца он вёл активные бои на ЕВК «Рэмиллис», защищая конвои Австралийского экспедиционного корпуса в Индийском океане, потом плавал на ЕВК «Кент» и ЕВК «Шропшир» в период Британского Цейлона. После начала итало-греческой войны принца перевели на ЕВК «Вэлиент» в Средиземноморский флот.  
За службу на линкоре Филипп получил греческий военный крест.
1 февраля 1941 года Филиппу было присвоено звание второго лейтенанта после успешной сдачи четырёх из пяти разделов экзамена в Портсмуте. Участвовал в Критской операции, упоминался в донесениях о сражении у мыса Матапан. В 1946 году был награждён Военным крестом. В июне 1942 года Филиппа назначили на ЕВК «Уоллес», который участвовал в сопровождении конвоев на восточном побережье Великобритании, а также в операции «Хаски».
16 июля 1942 года принц стал лейтенантом флота, и уже в октябре, в возрасте 21 года, стал старшим лейтенантом ЕВК «Уоллес». В июле 1943 года, как заместитель командира ЕВК «Уоллес», спас корабль от ночной бомбардировки. В 1944 году сменил корабль на ЕВК «Уэлп», где служил в Британском тихоокеанском флоте. Он находился в Токийском заливе, когда Япония подписала акт о капитуляции. В январе 1946 года вернулся в Великобританию и был назначен инструктором на береговой базе ЕВ «Роял Артур».

### Послевоенные годы
С 1949 года Филипп служил в Коронной колонии Мальте и жил на вилле Гуардамангиа, будучи назначенным старшим лейтенантом ЕВК «Чекерс». 16 июля 1950 года был назначен лейтенантом-коммандером и командиром ЕВК «Мэгпай». 30 июня 1952 года был повышен в ранге до капитана, несмотря на то, что завершил военную карьеру в июле 1951 года.

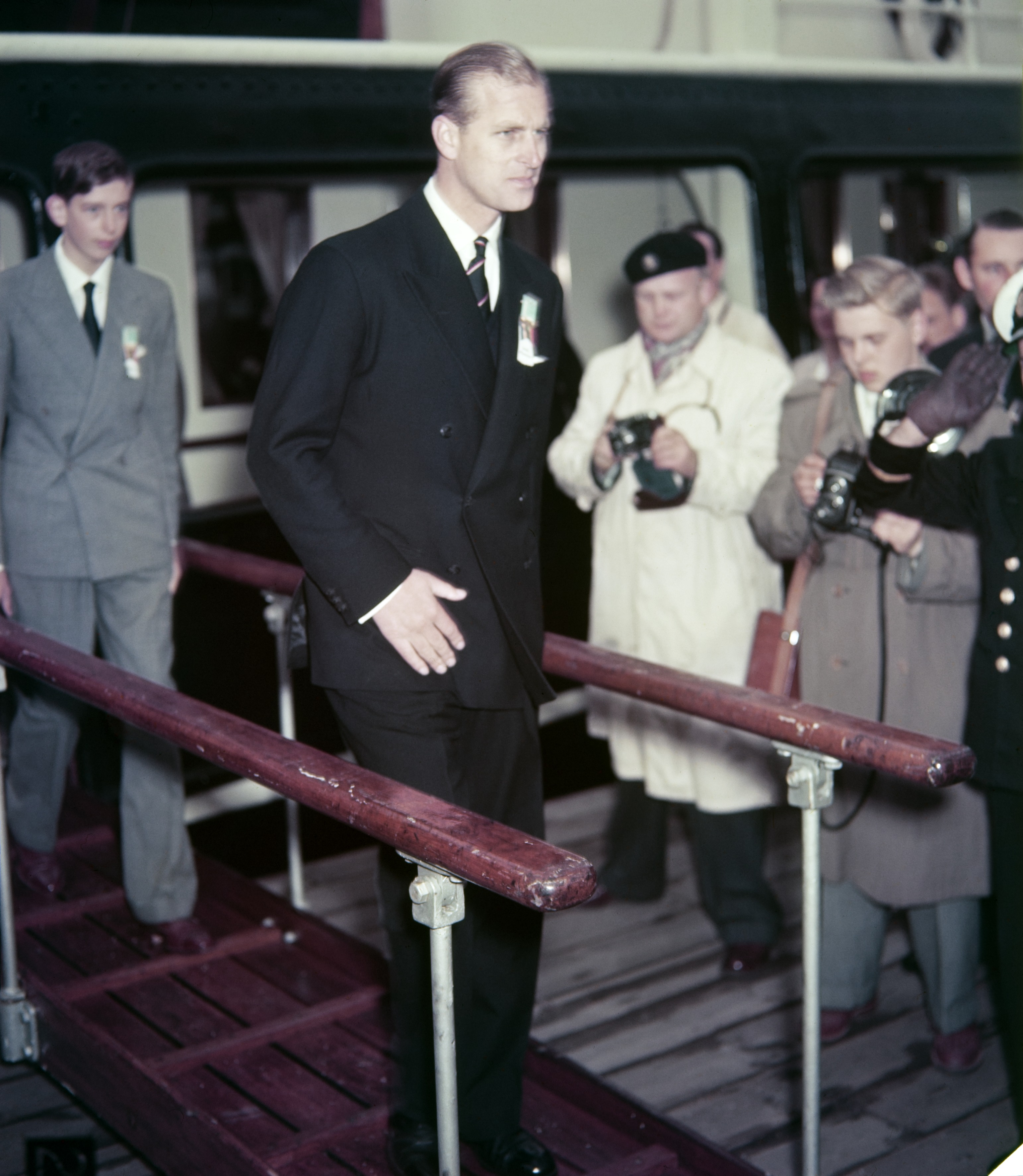
Принц Филипп в Хельсинки, 1952 год

4 ноября 1951 года Филипп и его супруга, принцесса Елизавета, были приняты в Тайный совет Великобритании, чтобы заменять короля Георга VI во время тура в Канаде, в который он не смог поехать по состоянию здоровья. Филипп и принцесса уехали в Британскую Кению, и 6 февраля 1952 года, пока они всё ещё были в дипломатической поездке, стало известно о смерти Георга VI, о чём принц самостоятельно сообщил Елизавете. 5 декабря того же года состоялась церемония инициации Филиппа в масонское движение достопочтенным мастером военно-морской ложи № 2612, тем самым он выполнил обязательство, данное ему Георгом VI, что после его смерти он продолжит традицию королевского покровительства масонству.
2 июня 1953 года Елизавета стала королевой Великобритании, и сразу же встал вопрос о выборе фамилии для королевского дома, потому что Елизавета после вступления в брак взяла фамилию Филиппа. Его дядя, граф Маунтбеттен Бирманский, выступал за Дом Маунтбеттенов, Филипп же предложил Дом Эдинбургов (после присвоения ему данного титула в 1947 году). Когда бабушка Елизаветы, королева Мария, услышала об этом, она доложила о ситуации премьер-министру Великобритании Уинстону Черчиллю, который уговорил Елизавету издать королевскую прокламацию о сохранении Дома Виндзоров и использовании данной фамилии для всех потомков королевской семьи по мужской линии. Данное заявление послужило причиной ссоры Елизаветы и Филиппа, и своим друзьям он сказал: «Я единственный человек в стране, которому нельзя дать свою фамилию собственным детям. Я всего лишь чёртова амёба». В 1960 году Елизавета издала повторную прокламацию, согласно которой, некоторые её потомки смогут носить фамилию Маунтбеттен-Виндзор.
Через полгода после коронации Елизавета заявила, что Филипп должен «иметь место, превосходство и старшинство» рядом с ней «во всех случаях и на всех встречах, за исключением случаев, когда иное предусмотрено парламентом». Она также постановила, что Филипп должен был стать регентом их старшего сына Чарльза в случае её внезапной смерти. Парламент принял соответствующий законопроект 19 ноября. Вопреки многочисленным слухам, отношения Елизаветы и Филиппа в браке всегда были крепкими, несмотря на трудности, с которыми сталкивалась королева во время своего правления.
В 1956 году принц вместе с Куртом Ханном основал Премию герцога Эдинбургского для молодёжи в возрасте от 14 до 24 лет. В том же году он учредил Конференцию по истории Содружества. Осенью он отправился в пятимесячный тур по странам Содружества на королевской яхте «Британниа», открыл Летние Олимпийские игры в Мельбурне и посетил Антарктику, став первым членом Британской королевской семьи, пересёкшим Южный полярный круг. На обратном пути жена личного секретаря Филиппа, Майкла Паркера, подала на развод, который стал скандалом в Великобритании, из-за чего Паркеру пришлось уйти в отставку.
В начале 1957 года британская пресса распространила слухи о возможном разводе королевской четы, что сильно разозлило Филиппа и взволновало Елизавету, которая выступила с опровержением всех домыслов. 22 февраля Филиппу был присвоен титул британского принца, и с тех пор его называли Его Королевское Высочество Принц Филипп, герцог Эдинбургский. 14 октября того же года он был принят в Тайный совет Королевы для Канады. В 1960 году принц посетил Национальное собрание Уэльса. В 1961 году стал первым членом Британской королевской семьи, который дал интервью для национального телевидения Великобритании. В 1969 году дал ещё одно интервью во время поездки в Северную Америку.
В начале 1981 года принц Филипп выступил основным инициатором помолвки своего сына Чарльза с леди Дианой Спенсер, и, как посчитал Чарльз, предложение для будущей избранницы он сделал лишь под давлением собственного отца. Церемония бракосочетания состоялась 29 июля того же года, однако брак принца Уэльского был обречён закончиться расставанием, и к 1992 году отношения с Дианой разладились. Елизавета и Филипп вызывали их на частные встречи, пытаясь решить возникший конфликт, но это не принесло никакого результата. Бракоразводный процесс Чарльза и Дианы окончательно завершился в 1996 году. 31 августа 1997 года Диана погибла в автокатастрофе в Париже, и Мохаммед Аль-Файед, отец Доди Аль-Файеда, близкого друга Дианы, погибшего вместе с ней, утверждал, что принц Филипп заказал убийство принцессы подставным несчастным случаем, однако это не было доказано.

### Проблемы со здоровьем и отставка

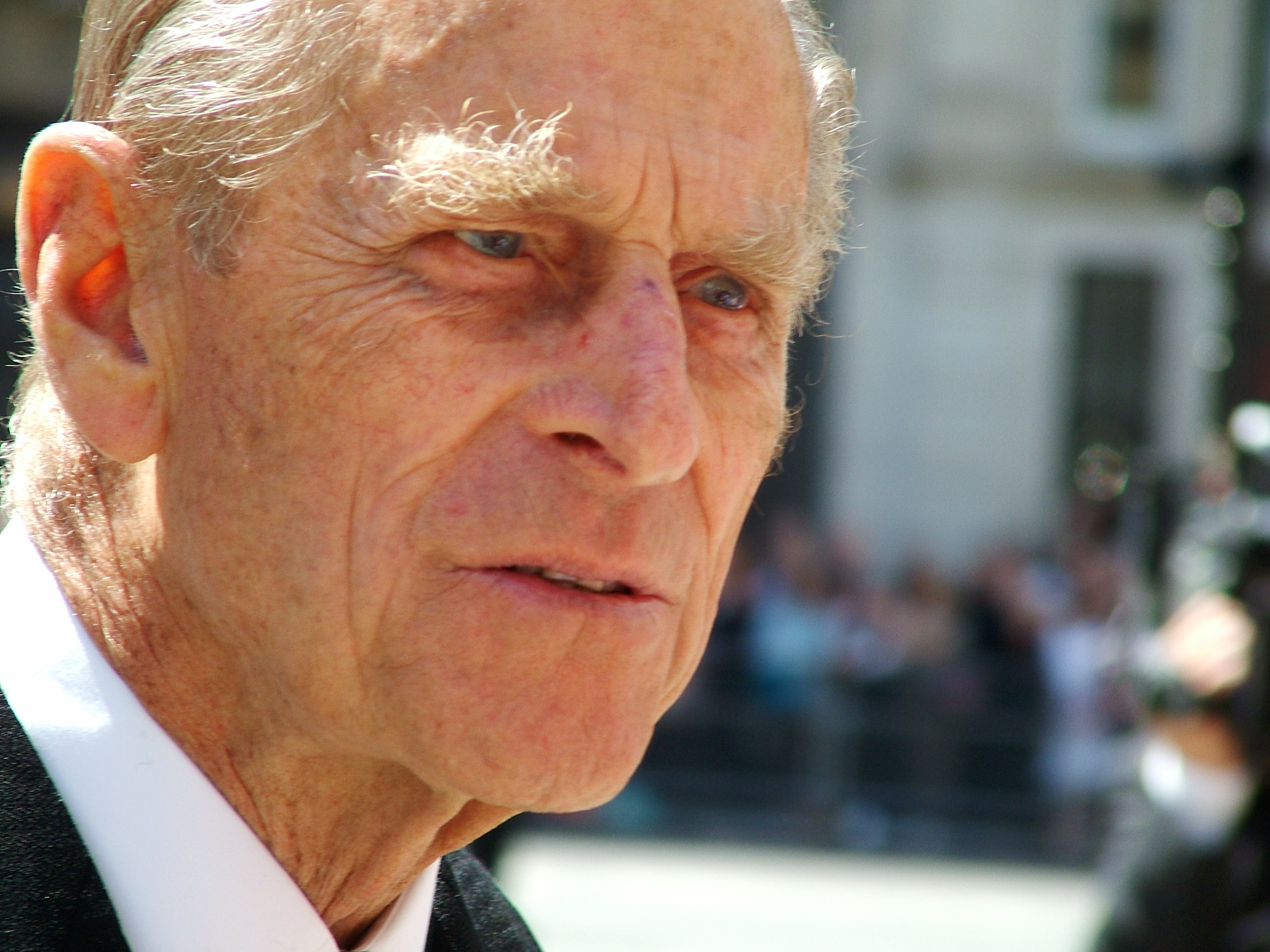
Принц Филипп в 2006 году

4 апреля 2008 года принц Филипп попал в Больницу короля Эдуарда VII с инфекцией грудной клетки; до больницы он добрался самостоятельно, быстро восстановился и его выписали спустя три дня. 6 августа британская газета Evening Standard опубликовала статью о том, что принц болеет раком простаты, и Букингемский дворец, который обычно не комментирует слухи о здоровье членов королевской семьи, выпустил опровержение. Два дня спустя газета принесла извинения за распространение неподтверждённой информации и вмешательство в частную жизнь принца.
В июне 2011 года в интервью по случаю 90-летия Филипп заявил, что планирует сократить свои обязанности, как члена королевской семьи, потому что «уже внёс свою лепту». По случаю юбилея Елизавета также присвоила ему титул Лорда верховного адмирала. 23 декабря, пребывая в Сандрингемском дворце, принц испытал боли в грудной клетке и его госпитализировали в кардиоторакальное отделение Королевской больницы Папворта в Кембриджшире, где ему успешно провели чрескожное коронарное вмешательство и стентирование. Его выписали 27 декабря. 4 июня 2012 года, во время праздничных мероприятий по случаю 60-летия правления Елизаветы, Филипп был вновь госпитализирован в Больницу короля Эдуарда VII с инфекцией мочевыводящих путей. 9 июня его выписали. 15 августа Филиппа на пять дней поместили в Королевский лазарет Абердина исходя из мер предосторожности.
6 июня 2013 года Филипп был госпитализирован в Лондонскую клинику для исследовательской операции на установление диагноза на животе. 21 мая 2014 года появился на публике с повязкой на правой руке после «незначительной процедуры», проведённой в Букингемском дворце днём ранее. В 2015 году Тони Абботт, премьер-министр Австралии, решил сделать Филиппа Рыцарем Ордена Австралии. Данное решение было раскритиковано гражданами Австралии и послужило причиной проигрыша Абботта на выборах в сентябре того же года, после которых он оставил пост премьер-министра. 21 июня 2017 года принца вновь госпитализировали в Больницу короля Эдуарда VII с инфекцией, где он провёл два дня. 2 августа 2017 года официально ушёл в отставку и сложил с себя все королевские полномочия. 20 ноября Филипп и Елизавета отметили 70-летнюю годовщину свадьбы, что сделало их брак одним из самых долгих в истории, а Елизавету — первым британским монархом, отметившим платиновую свадьбу.
3 апреля 2018 года принц Филипп был доставлен в больницу для проведения эндопротезирования тазобедренного сустава, которое состоялось на следующий день. 19 мая он посетил свадьбу своего внука, принца Гарри, и Меган Маркл, и мог передвигаться без посторонней помощи. 12 октября посетил свадьбу своей внучки, принцессы Евгении, с Джеком Бруксбэнком. 17 января 2019 года Филипп попал в автомобильную аварию, когда выезжал на главную дорогу недалеко от Сандрингемского дворца. Сам принц не пострадал, однако водитель и пассажир другой машины получили травмы и были госпитализированы. Филипп навестил их в больнице и принёс извинения, а через три недели добровольно сдал свои водительские права, однако потом ему их вернули, дав право водить только недалеко от личных владений. С 20 по 24 декабря из-за мер предосторожности вновь лежал в больнице в Лондоне.

### Последние месяцы и смерть
9 января 2021 года Филипп и Елизавета сделали себе вакцину от коронавируса. 16 февраля принца госпитализировали из-за плохого самочувствия. 20 февраля его навестил принц Чарльз. 23 февраля Букингемский дворец заявил, что Филипп лечится от инфекции, и пробудет в больнице ещё несколько дней. 1 марта стало известно, что он пройдёт наблюдение из-за ранее существовавших сердечно-сосудистых заболеваний. 3 марта Филипп успешно перенёс операцию, и 16 марта его выписали из больницы.
Утром 9 апреля 2021 года Филипп мирно скончался в Виндзорском замке в возрасте 99 лет, не дожив 2 месяца до 100-летнего юбилея. Причина смерти — старость. Елизавета, которая, по слухам, была в момент смерти супруга рядом с ним, сказала, что его смерть «оставила огромную пустоту в её жизни». Похороны состоялись 17 апреля в Капелле Святого Георгия в Виндзорском замке. 19 сентября 2022 года, после государственных похорон Елизаветы II, их тела были погребены в Мемориальной часовне короля Георга VI.

## Семья и дети

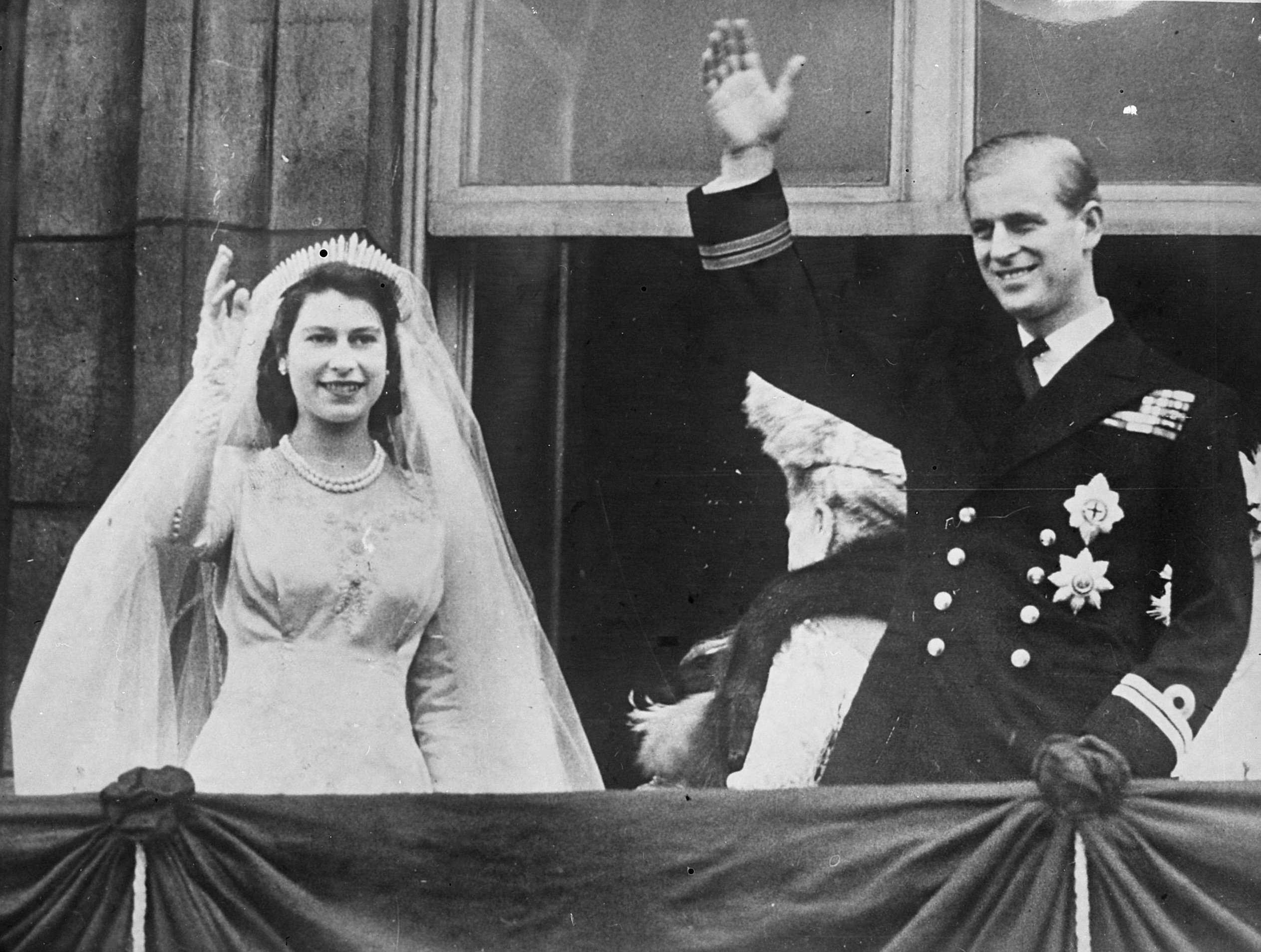
Филипп и Елизавета на балконе Букингемского дворца в день своей свадьбы, 20 ноября 1947 года

В 1939 году король Георг VI вместе с королевой Елизаветой и дочерями, принцессами Елизаветой и Маргарет, прибыл в Британский королевский военно-морской колледж, где на тот момент обучался Филипп. Принцессы приходились ему четвероюродными сёстрами (у них была общая прапрабабушка, королева Виктория). 13-летняя Елизавета влюбилась в Филиппа, и с тех пор они начали активную переписку.
Летом 1946 года Филипп попросил разрешения у Георга VI жениться на Елизавете, что король одобрил, однако помолвка была отложена до совершеннолетия принцессы. Букингемский дворец объявил о предстоящей свадьбе 9 июля 1947 года. Известие о помолвке вызвало общественный резонанс, потому что Филипп был иностранного происхождения, у него не было финансовой стабильности, а его сёстры вышли замуж за немцев, связанных с нацистами. Свадьба состоялась 20 ноября в Вестминстерском аббатстве. До бракосочетания Филипп сменил фамилию на Маунтбеттен, а также был крещён в Церкви Англии.
В браке родились четверо детей: Карл III (король Великобритании с 8 сентября 2022 года), Анна, принцесса Великобритании, Эндрю, герцог Йоркский и Эдвард, герцог Эдинбургский.

## Награды и почётные звания

### Награды по королевскому положению
| Страна               | Дата                           | Награда                                                    | Награда                                                    | Литеры |
| -------------------- | ------------------------------ | ---------------------------------------------------------- | ---------------------------------------------------------- | ------ |
| Англия               | 19 ноября 1947 — 9 апреля 2021 | Королевский рыцарь ордена Подвязки                         | Королевский рыцарь ордена Подвязки                         | KG     |
| Шотландия            | 21 апреля 1952 —9 апреля 2021  | Рыцарь ордена Чертополоха                                  | Рыцарь ордена Чертополоха                                  | KT     |
| Великобритания       | 22 мая 1953 —9 апреля 2021     | Магистр ордена Британской империи                          | Магистр ордена Британской империи                          | GBE    |
| Великобритания       | 10 июня 1968                   | Кавалер ордена Заслуг                                      | Кавалер ордена Заслуг                                      | OM     |
| Новая Зеландия       | 15 ноября 1981                 | Компаньон Почётного ордена королевы                        | Компаньон Почётного ордена королевы                        | QSO    |
| Австралия            | 13 июня 1988—26 января 2015    | Компаньон                                                  | ордена Австралии                                           | AC     |
| Австралия            | 26 января 2015—9 апреля 2021   | Рыцарь                                                     | ордена Австралии                                           | AK     |
| Папуа — Новая Гвинея | 2005 —2021                     | Королевский гранд-компаньон ордена Логоху                  | Королевский гранд-компаньон ордена Логоху                  | GCL    |
| Новая Зеландия       | 4 июня 2012                    | Дополнительный член ордена Новой Зеландии                  | Дополнительный член ордена Новой Зеландии                  | ONZ    |
| Канада               | 26 апреля 2013                 | Компаньон ордена Канады                                    | Компаньон ордена Канады                                    | CC     |
| Канада               | 26 апреля 2013                 | Командор ордена Военных заслуг                             | Командор ордена Военных заслуг                             | CMM    |
| Великобритания       | 20 ноября 2017 — 9 апреля 2021 | Кавалер Большого креста Королевского Викторианского ордена | Кавалер Большого креста Королевского Викторианского ордена | GCVO   |

Почётные
| Государство             | Дата            | Награда                                                    | Литеры |
| ----------------------- | --------------- | ---------------------------------------------------------- | ------ |
| Великобритания          | 1937            | Коронационная медаль Георга VI                             |        |
| Великобритания          | 1945            | Звезда «1939—1945»                                         |        |
| Великобритания          | 1945            | Атлантическая звезда                                       |        |
| Великобритания          | 1945            | Африканская звезда                                         |        |
| Великобритания          | 1945            | Бирманская звезда, с розеткой                              |        |
| Великобритания          | 1945            | Итальянская звезда                                         |        |
| Великобритания          | 2 июня 1953     | Коронационная медаль Елизаветы II                          |        |
| Великобритания          | 1977            | Медаль Серебряного юбилея королевы Елизаветы II            |        |
| Великобритания          | 2002            | Медаль Золотого юбилея королевы Елизаветы II               |        |
| Великобритания          | 2007            | Королевская Викторианская цепь                             |        |
| Великобритания / Канада | 2012            | Медаль Бриллиантового юбилея королевы Елизаветы II         |        |
| Великобритания          | 11 октября 2016 | Медаль «За выслугу лет и хорошее поведение» с 6 накладками |        |

### Другие церемониальные награды
| Государство | Дата            | Награда                                                | Литеры |
| ----------- | --------------- | ------------------------------------------------------ | ------ |
| Занзибар    | 1963 —          | Кавалер Первого класса ордена Бриллиантовой Звезды     |        |
| Мальдивы    | 13 марта 1972 — | Кавалер Второго класса ордена Выдающегося Лидера       |        |
| Сингапур    | 1972 —          | Почётный кавалер ордена Темасека                       |        |
| Бруней      | 1972 —          | Кавалер ордена Королевского дома Брунея Первого класса |        |

Почётные
| Государство | Дата | Награда                                              | Литеры |
| ----------- | ---- | ---------------------------------------------------- | ------ |
| Бруней      | 1992 | Медаль Серебряного юбилея султана Хассанала Болкиаха |        |
| Мальта      | 1992 | Медаль 50-летия Креста святого Георга                |        |

### Иностранных государств
| Государство       | Дата                 | Награда                                                             | Литеры  |
| ----------------- | -------------------- | ------------------------------------------------------------------- | ------- |
| Греция            | 1941 —               | Цепь Королевского династического ордена Святых Георга и Константина | KSGC    |
| Греция            | 1947 —               | Большой крест ордена Спасителя                                      | GCR     |
| Дания             | 16 ноября 1947 —     | Орден Слона                                                         | RE      |
| Греция            | 1950—1975            | Большой крест на ленте ордена Георга I                              | GCGI    |
| Греция            | 1950 —               | Большой крест ордена Феникса                                        | GCP     |
| Монако            | 1951 —               | Большой крест ордена Святого Карла                                  |         |
| Норвегия          | 1952 —               | Большой крест на цепи ордена Святого Олафа                          |         |
| Панама            | 29 ноября 1953 —     | Большой крест ордена Мануэля Амадора Герреро                        |         |
| Швеция            | 1954 —               | Орден Серафимов                                                     | RSerafO |
| Эфиопия           | 1954 —               | Большой крест на цепи ордена Царицы Савской                         |         |
| Португалия        | 1955 —               | Большой крест ордена Башни и Меча                                   | GCTE    |
| Ирак              | 1956 —               | Кавалер 1 класса ордена короля Файсала I                            |         |
| Франция           | 9 апреля 1957 —      | Большой крест ордена Почётного легиона                              |         |
| Италия            | 1958 —               | Большой крест ордена За заслуги                                     |         |
| Нидерланды        | 26 марта 1958 —      | Большой крест ордена Нидерландского льва                            |         |
| Германия          | 1958 —               | Орден «За заслуги перед Федеративной Республикой Германия» 1 класса |         |
| Непал             | 1960 —               | Орден Оясви Раянья                                                  |         |
| Финляндия         | 1961 —               | Командор Большого креста ордена Белой розы                          | SVR SR  |
| Тунис             | 1961 —               | Большая лента ордена Независимости                                  |         |
| Либерия           | 23 ноября 1961 —     | Большой бант ордена Звезды Африки                                   |         |
| Колумбия          | 1962 —               | Большой крест ордена Бояки                                          |         |
| Эквадор           | 1962 —               | Большой крест ордена Заслуг                                         |         |
| Перу              | 1962 —               | Большой крест с бриллиантами ордена Солнца                          |         |
| Боливия           | 1962 —               | Большой крест ордена Андского орла                                  |         |
| Чили              | 1962 —               | Цепь ордена Заслуг                                                  |         |
| Бразилия          | 1962 —               | Большой крест ордена Южного Креста                                  |         |
| Парагвай          | 1962 —               | Большой крест ордена Заслуг                                         |         |
| Аргентина         | 1962 —               | Большой крест ордена Свободы генерала Сан Мартина                   |         |
| Бельгия           | 1963 —               | Большой крест ордена Леопольда I                                    |         |
| Исландия          | 1963 —               | Большой крест ордена Сокола                                         |         |
| Мексика           | 1964 —               | Цепь ордена Ацтекского орла                                         |         |
| Иордания          | 1966 —               | Большая звезда ордена Возрождения                                   |         |
| США               | 1968 —               | Гранд-коммандер ордена Морских Заслуг порта Сан-Франциско           |         |
| Афганистан        | 1971 —               | Орден Солнца 1 класса                                               |         |
| Япония            | 1971 —               | Большая лента ордена Хризантемы                                     |         |
| Люксембург        | 1972 —               | Орден Золотого льва Нассау                                          |         |
| Югославия         | 19 October 1972—1992 | Орден Югославской большой звезды                                    |         |
| Заир              | 1973 —               | Большая лента ордена Леопарда                                       |         |
| Кувейт            | 1974—                | Орден Кувейта специального класса                                   |         |
| Португалия        | 1978 —               | Большой крест ордена Инфанта дона Энрике                            | GColIH  |
| Нидерланды        | 1979 —               | Командор ордена Золотого Ковчега                                    |         |
| Оман              | 27 февраля 1979 —    | Военный орден Омана 1 класса                                        |         |
| Катар             | 22 февраля 1979 —    | Цепь ордена Независимости                                           |         |
| Португалия        | 14 августа 1979 —    | Большой крест ордена Святого Бенедикта Ависского                    | GCA     |
| Марокко           | 29 октября 1980 —    | Специальная степень ордена Мухамадийя                               |         |
| Испания           | 19 октября 1986 —    | Большой крест ордена Карлоса III                                    |         |
| Польша            | 1991 —               | Орден Белого орла                                                   |         |
| Португалия        | 27 апреля 1993 —     | Большой крест ордена Христа                                         | GCC     |
| ОАЭ               | 2010                 | Орден Федерации                                                     |         |
| Саудовская Аравия | 2010                 | Большая лента ордена короля Абдель Азиза                            |         |

Почётные
| Государство | Дата | Награда                                                        | Литеры |
| ----------- | ---- | -------------------------------------------------------------- | ------ |
| Греция      | 1945 | Греческий военный крест                                        |        |
| Франция     | 1945 | Военный крест с Пальмовой ветвью                               |        |
| Судан       | 1964 | Кавалер ордена Республики 1 класса                             |        |
| Австрия     | 1966 | Большая Звезда Почёта За заслуги перед Австрийской Республикой |        |

Остров Танна
Герцогу Эдинбургскому отводилась ключевая роль в мифологии жителей острова Танна (Новые Гебриды). Местные племена верили, что он — один из них и именно в нём сбылось древнее пророчество, согласно которому член их общины должен был, обретя форму духа, покинуть остров и отправиться в дальние края на поиски могущественной жены. Британский антрополог Кирк Хаффман (англ. Kirk Huffman) поясняет:
[По мнению островитян] Управляя Соединённым Королевством с помощью королевы, он пытался насаждать мир и уважение к традициям в Англии и других частях света. Выполнив свою миссию успешно, он мог вернуться на Танну, но сделать это, по их мнению, ему помешали глупость, зависть и жадность белых людей, а также их вечная тяга к борьбе.
Филлип принимал знаки почтения островитян и посылал им письма и свои фотографии. В ответ ему присылали традиционные подарки, первым из которых была церемониальная дубина «нал-нал».
В 2007 году старейшины племени посетили Великобританию и были приняты в Виндзорском замке.

## Кино- и телевоплощения
- Джеймс Кромвелл — «Королева» (фильм, Великобритания, 2006).
- Мэтт Смит, Тобайас Мензис и Джонатан Прайс — «Корона» (сериал, США, Великобритания, 2016–2023).
- Рихард Заммель — «Спенсер» (2021).

## Фотогалерея

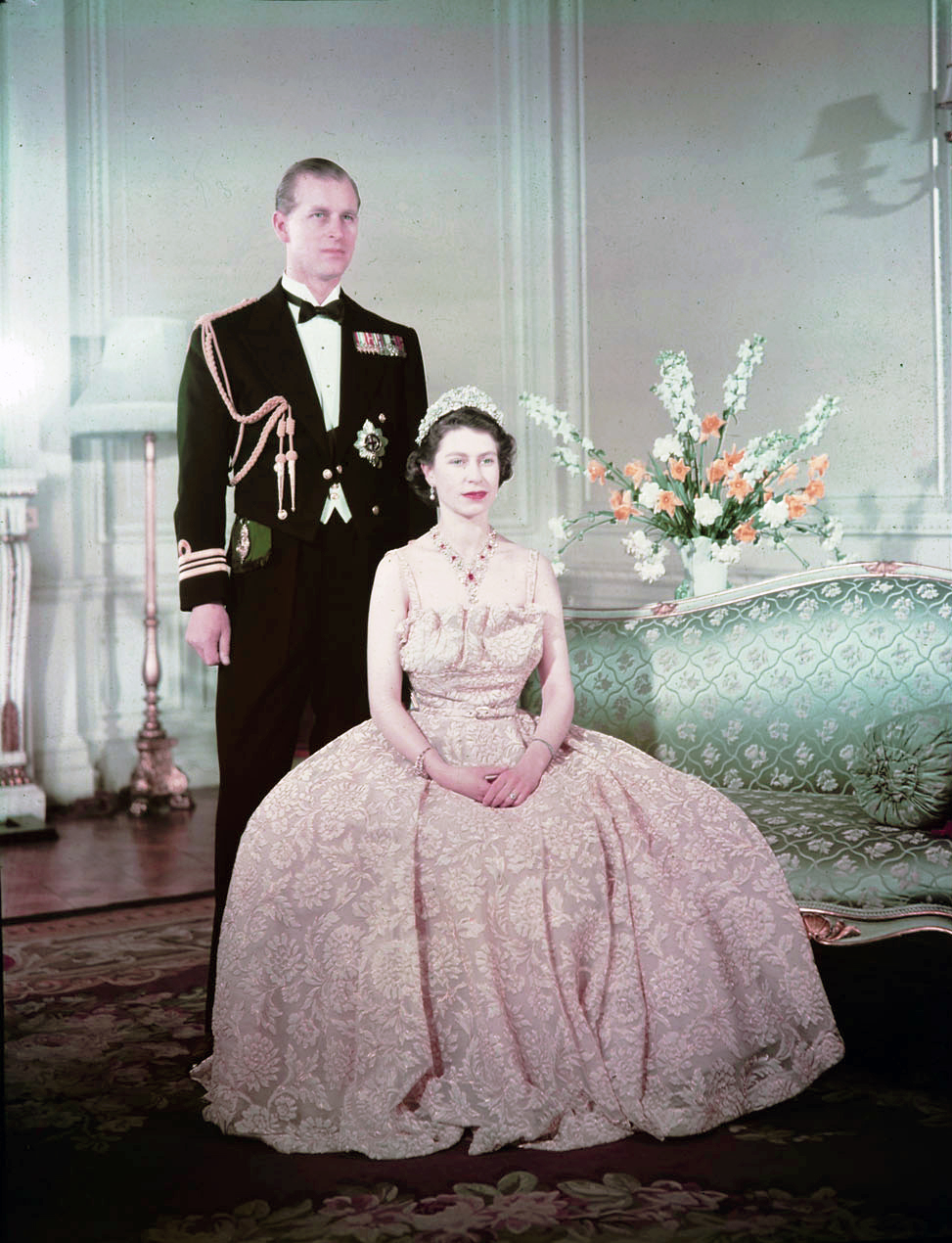
Принцесса Елизавета и герцог Эдинбургский Филипп в 1950 году
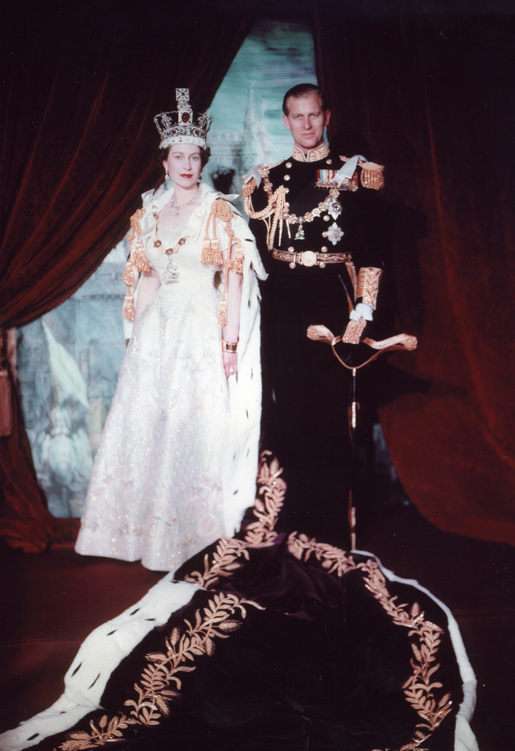
Коронационный портрет Елизаветы ll и Филиппа, июнь 1953 года
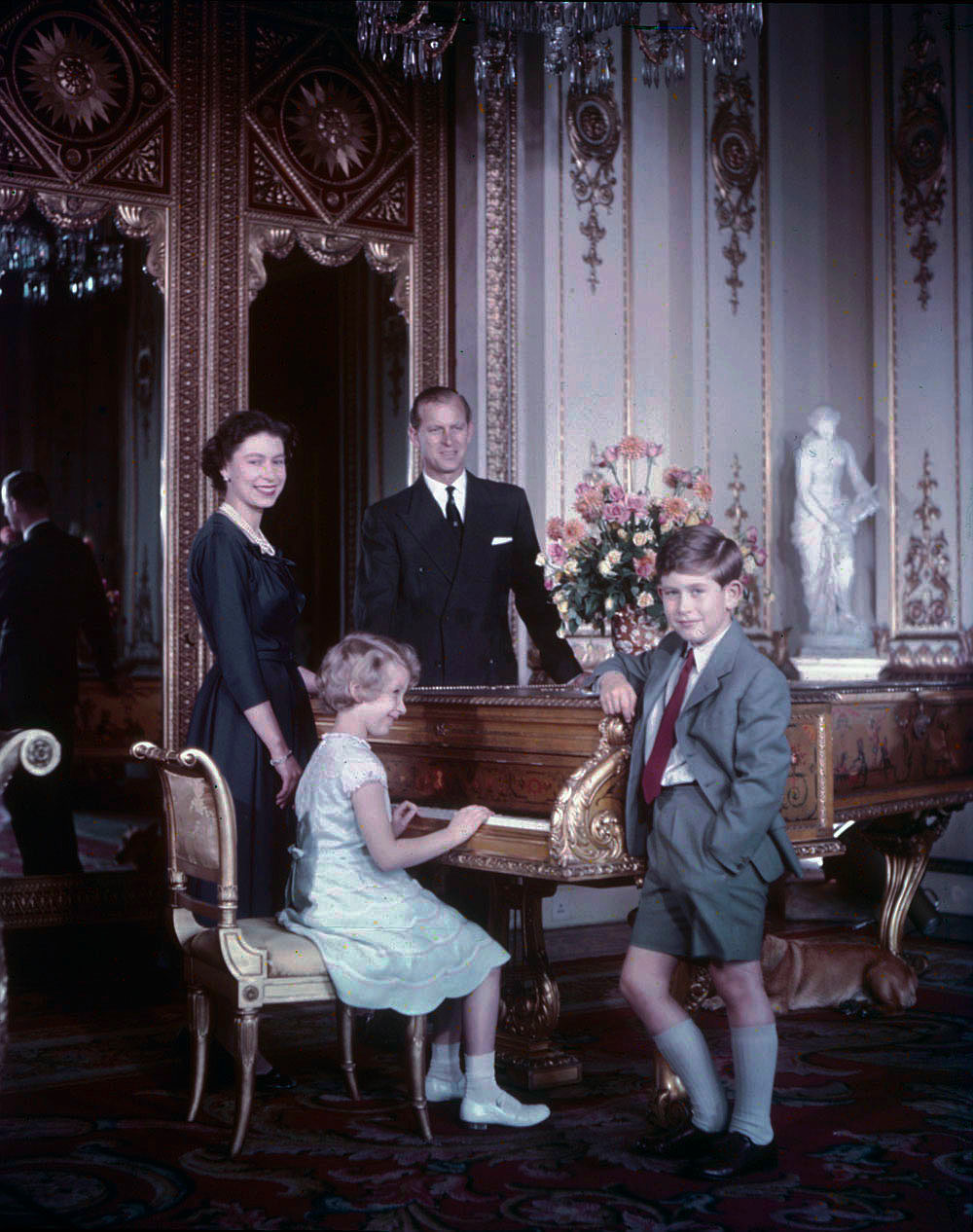
Королева Елизавета, герцог Эдинбургский Филипп, принц Чарльз и принцесса Анна в октябре 1957 года
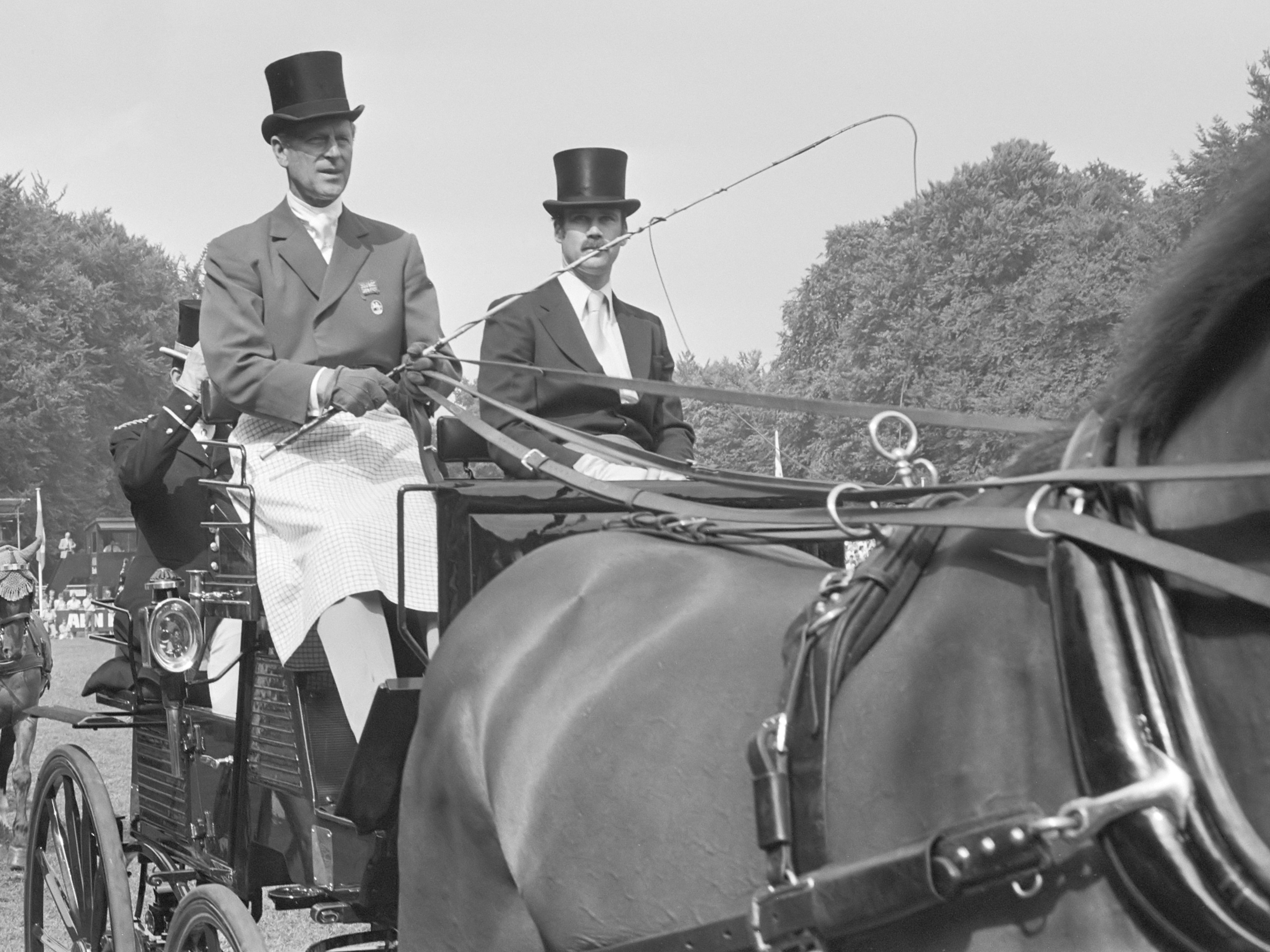
Принц Филипп в 1982 году
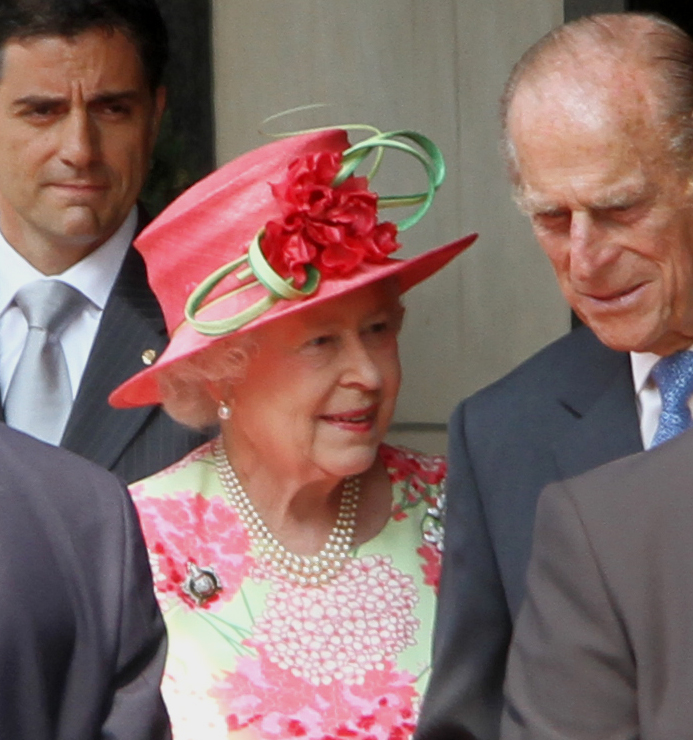
Королева Елизавета и принц Филипп в Торонто, 2010 год
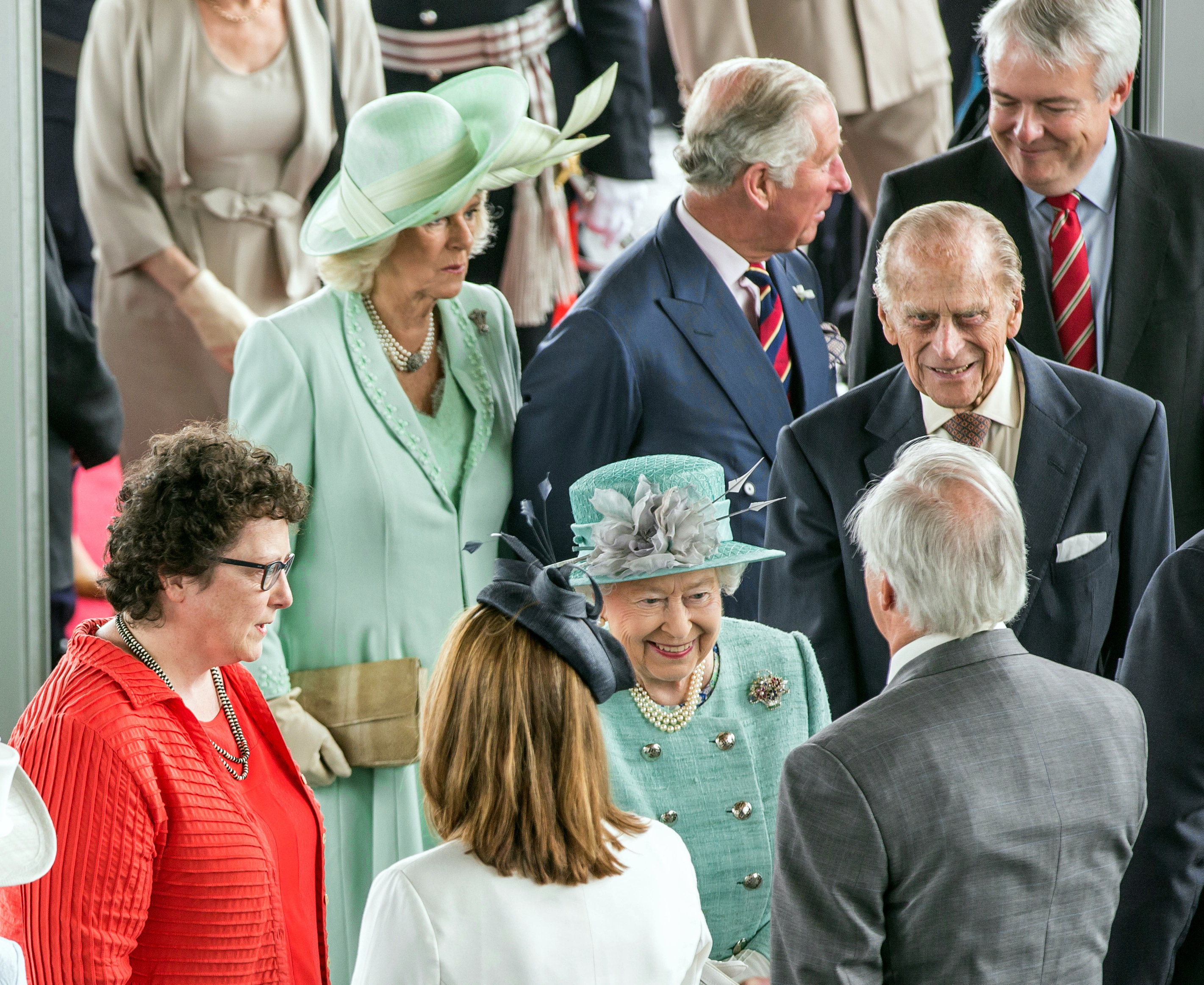
Королева Елизавета, принц Филипп, принц Чарльз и герцогиня Корнуолльская Камилла на церемонии открытия первой сессии Парламента Уэльса V созыва, 2016 год